# (37122) 2000 VQ10
2000 VQ10 (asteroide 37122) é um asteroide da cintura principal. Possui uma excentricidade de 0.17786090 e uma inclinação de 6.01234º.
Este asteroide foi descoberto no dia 1 de novembro de 2000 por LINEAR em Socorro.